# Kloceve, Korosten
Kloceve (în ucraineană Клочеве) este un sat în comuna Kojuhivka din raionul Korosten, regiunea Jîtomîr, Ucraina.

## Demografie
Componența lingvistică a localității Kloceve
     Ucraineană (98,95%)
     Rusă (1,05%)
Conform recensământului din 2001, majoritatea populației localității Kloceve era vorbitoare de ucraineană (98,95%), existând în minoritate și vorbitori de rusă (1,05%).